# Trevías
Trevías es una parroquia rural del concejo asturiano de Valdés en el norte de España y un lugar de dicha parroquia. Limita al norte con las parroquias de Canero y Cadavedo, al este con las de Carcedo, Muñás y Arcallana, al sur con la de Paredes, y al oeste con la de Barcia. Cuenta con una superficie de kilómetros cuadrados en los que habitan 1190 personas de acuerdo al INE de 2021. Está situada a unos 17 kilómetros de Luarca, capital del concejo y el mar Cantábrico se encuentra a unos 5 kilómetros en línea recta hacia el norte. El lugar de Trevías cuenta con una población de 476 habitantes INE de 2021.
Su geografía viene determinada por el paso del río Esva, que atraviesa la principal población de la parroquia, Trevías, que se ha convertido en el centro comercial y de servicios de la parroquia, y allí se halla el centro médico, la escuela infantil, el veterinario, farmacia, notaría, etc.
La economía de la zona se basa en la ganadería vacuna, (carne, leche y derivados), aunque también existe el cultivo de patatas y maíz principalmente para autoconsumo. La tercera etapa del Camino de Santiago Primitivo que sale de Salas y en La Espina se puede ir hacia Tineo o a Canero (pasando por Trevías)

## Poblaciones
Sus poblaciones son:
- Bahinas
- Balsera
- Brañaverniza
- Brieves
- Briones
- Cortina
- Gamones
- Lago
- Llendecastiello
- San Feliz y su Barrio Lespontones
- San Pelayo de Tehona
- Silvamayor
- Trevías
- Villanueva con sus barrios de San Martín y Pescaredo.
- Villar de Bahinas

## Monumentos

### Iglesia de San Miguel Arcángel
La iglesia, dedicada a San Miguel Arcángel, data del año 1000. En su pórtico se encuentra una lápida epigráfica que conmemora la terminación de la iglesia primitiva el “12 de las kalendas de abril Era 38”, que corresponde al 21 de marzo de 1000.

## Cultura
Las festividades más importantes en Trevías son San Isidro Labrador el 15 de mayo, Descenso folklórico del Esva el segundo domingo de agostoSan Miguel Arcángel el 28 y 29 de septiembre y Santa Lucía el 13 de diciembre.

## Deportes
El deporte más seguido en la villa es el fútbol, cuyo equipo local es el Club Deportivo Treviense, que actualmente milita en Primera Regional de Asturias. En este club comenzó a jugar Saúl Fernández García, que militó en el R. C. Deportivo de la Coruña en la Primera División.
Por otro lado existe los siguientes clubes deportivos y culturales:
- Club de pesca La Socala[2]
- Club de ajedrez Valdesva.[3]
- Escuela ciclista "Ruta Occidente"

Muy cerca de Trevias también nació Ana Amelia Menéndez